# Književnost u 1508.
◄◄ | ◄ | 1505. | 1506. | 1507. | 1508.  | 1509. | 1510. | 1511. | ► | ►►
Arhitektura • Astronomija • Glazba • Kazalište • Kiparstvo • Knjige • Književnost • Kršćanstvo • Medicina • Politika • Pravo • Promet • Slikarstvo • Znanost
Književnost u 1508.

## Hrvatska i u Hrvata

### Rođenja
- Petar Zoranić, hrvatski pisac

## Vanjske poveznice
|  | Zajednički poslužitelj ima još gradiva o temi Književnost u 1508. |